# Sister Ray
"Sister Ray" là một bài hát của ban nhạc rock The Velvet Underground và là track cuối cùng trong album thứ hai White Light/White Heat (1968). Lời của bài hát được viết bởi Lou Reed, nhạc được soạn bởi John Cale, Sterling Morrison, Maureen Tucker và Reed.
Bài hát xoay quanh chủ đề sử dụng ma túy, bạo lực, đồng tính luyến ái và sự thich mặc đồ khác giới. Reed nói về phần lời: "'Sister Ray' được sáng tác như một trò đùa— không, không phải một trò đùa—nhưng nó có tận tám nhân vật và gã này bị giết và chẳng ai làm gì hết. Nó được xây dựng xung quanh câu chuyện này, câu chuyện tôi viết về một khung cảnh hoàn toàn bại hoại và mục nát. Tôi thích nghĩ về ‘Sister Ray' như một người đưa "hàng" thích mặc đồ phụ nữ. Tìm huống là một đám drag queen đưa vài tay thủy thủ về nhà, chích thuốc và cùng hoang lạc cho đến khi cảnh sát tới."

## Phiên bản phòng thu

### Thu âm
"Sister Ray" được thu âm kiểu one take (một lần duy nhất). Ban nhạc đồng ý chấp nhận bất cứ lỗi gì xảy ra khi đang thu, và kết quả là một track dài hơn 17 phút với nhiều yếu tố ứng tác.
Reed hát và chơi guitar, Morrison chơi guitar, và Tucker chơi trống, trong khi Cale chơi một chiếc organ nối với một máy khuếch đại guitar biến âm. Bài hát cũng không có bass vì Cale, người thường chơi bass và viola, chơi organ trong lần thu đó. Reed nhớ lại rằng người kỹ thuật viên đã đi khỏi phòng khi đang ở giữa quá trình thu: "Tay kỹ thuật viên nói, 'Tôi không việc gì phải nghe thứ này. Tôi sẽ cho nó vào album và rồi tôi sẽ đi. Khi nào xong, đến gặp tôi.'"

### Đội hình biểu diễn
- Lou Reed - hát, guitar điện
- John Cale - Vox Continental organ
- Sterling Morrison - guitar điện Fender Stratocaster
- Maureen Tucker - trống

## Biểu diễn trực tiếp (live)
"Sister Ray" là một track diễn trực tiếp yếu thích của ban nhạc, và thường được dùng làm bài hát cuối cùng của buổi diễn. Bản thu chính thức chỉ dài hơn 17 phút, còn bản diễn live có thể kéo dài đến nữa giờ hoặc hơn. Album live Bootleg Series Volume 1: The Quine Tapes, phát hành 2001, gồm ba phiên bản "Sister Ray" được thu năm 1969, với chiều dài là 24, 38 và 29 phút. Ban nhạc cũng có một đoạn intro là "Sweet Sister Ray" mà đôi khi cũng được diễn. Trong bản thu duy nhất được biết đến của bài intro này (thu ngày 30 tháng 4 năm 1968), "Sweet Sister Ray" dài hơn 38 phút.